# Liste der Biografien/Brik
Liste der Biografien |
Portal Biografien |
Personensuche
# |
A |
B |
C |
D |
E |
F |
G |
H |
I |
J |
K |
L |
M |
N |
O |
P |
Q |
R |
S |
T |
U |
V |
W |
X |
Y |
Z |
?
 
Ba |
Be |
Bd |
Bg |
Bh |
Bi |
Bj |
Bl |
Bm |
Bn |
Bo |
Br |
Bs |
Bu |
Bw |
By |
Bz
 
Bra |
Brc |
Brd |
Bre |
Brg |
Bri |
Brj |
Brk |
Brl |
Brn |
Bro |
Brp–Brt |
Bru |
Brv |
Bry |
Brz
 
Bria |
Brib |
Bric |
Brid |
Brie |
Brif |
Brig |
Brij |
Brik |
Bril |
Brim |
Brin |
Brio |
Briq |
Brir |
Bris |
Brit |
Briv |
Briw |
Brix |
Briz
Die Liste der Biografien führt alle Personen auf, die in der deutschsprachigen Wikipedia einen Artikel haben. Dieses ist eine Teilliste mit 11 Einträgen von Personen, deren Namen mit den Buchstaben „Brik“ beginnt.

## Brik
- Brik, Jewgenija Wladimirowna (1981–2022), russische Schauspielerin und Model
- Brik, Johann Emanuel (1842–1925), österreichischer Brückenbau-Ingenieur
- Brik, Johannes (1899–1982), österreichischer Benediktiner
- Brik, Lilja Jurjewna (1891–1978), sowjetische Filmregisseurin und BildhauerinLilja Jurjewna Brik (1891–1978)

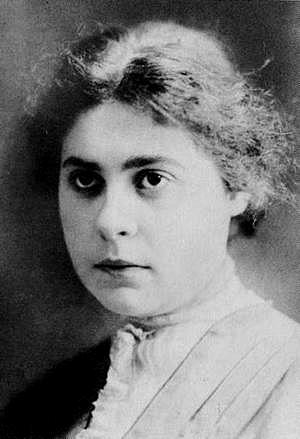
Lilja Jurjewna Brik (1891–1978)

- Brik, Ossip Maximowitsch (1888–1945), russisch-sowjetischer Avantgarde-Schriftsteller

### Brika
- Brika, Abdiso bar († 1318), ostsyrischer Schriftsteller und altorientalischer Bischof in Armenien
- Brika, Ahmed (* 1936), tunesischer Radrennfahrer

### Brike
- Briken, Peer (* 1969), deutscher Sexualwissenschaftler

### Brikh
- Brikha, Aril (* 1976), iranisch-schwedischer DJ und Produzent im Bereich Techno
- Brikho, Samir (* 1958), libanesisch-schwedischer Manager

### Briks
- Briksa, Gerhard (* 1924), deutscher Politiker (SED), Handelsminister der DDR